# Patrick Heckmann
Patrick Heckmann (Maguncia, Renania-Palatinado, 27 de febrero de 1992) es un baloncestista alemán que pertenece a la plantilla del Hamburg Towers de la Basketball Bundesliga, la primera categoría del baloncesto alemán. Con 1,98 metros de estatura, juega en la posición de alero.

## Trayectoria deportiva

### Primeros años
Comenzó a jugar a baloncesto en las categorías inferiores del club ASC Theresianum Mainz de su ciudad natal, de donde pasó en 2008 a terminar el instituto en el Cheyenne Mountain High School de Colorado Springs, en Estados Unidos regresando a su país para fichar en 2010 por el Turnverein 1862 Langen de la ProB, la tercera categoría del baloncesto alemán, donde jugó una temporada en la que promedió 11,8 puntos y 3,3 rebotes por partido.

### Universidad
Regresó a Estados Unidos en 2011, para jugar cuatro temporadas con los Eagles del Boston College, en las que promedió 7,7 puntos, 3,0 rebotes y 1,7 asistencias por partido.

### Profesional
Tras no ser elegido en el Draft de la NBA de 2015, en el mes de julio fichó por tres temporadas con el Brose Bamberg de su país, En su primera temporada promedió 6,0 puntos y 2,5 rebotes por partido entre los encuentros disputados en la liga alemana y los de la Euroliga.
El 26 de agosto de 2024 firmó con Hamburg Towers de la Basketball Bundesliga alemana.

### Selección nacional
Heckmann es un habitual de la selección de Alemania desde la categoría sub-16, habiendo participado en los Campeonatos de Europa sub-18 en 2010, y en los sub-20 en 2011 y 2012. Con la selección absoluta ha partidipado en 2016 en la clasificación para el Eurobasket 2017. Hasta enero de 2017 ha disputado 17 partidos, en los que ha promediado 3,9 puntos por partido.